# Polymixis farinosa
Polymixis farinosa är en fjärilsart som beskrevs av Freyer 1852. Polymixis farinosa ingår i släktet Polymixis och familjen nattflyn. Inga underarter finns listade i Catalogue of Life.